# اریک دایر
اریک دایر (زادهٔ ۱۵ ژانویهٔ ۱۹۹۴) فوتبالیست حرفه‌ای انگلیسی است که برای باشگاه موناکو در لوشامپیونه و تیم ملی انگلستان بازی می‌کند. دایر یک بازیکن تدافعی همه‌کاره است، زیرا می‌تواند به عنوان مدافع میانی، هافبک دفاعی و مدافع راست به میدان برود.
از باشگاه‌هایی که در آن بازی کرده‌است، می‌توان به تاتنهام و اسپورتینگ و بایرن مونیخ اشاره کرد.
اریک دایر و هری کین که سالها در  تاتنهام  همبازی بودند  هرگز موفق به کسب جام نشده بودند ، این دو بازیکن  از تاتنهام به بایرن مونیخ پیوستند و در بوندس‌لیگا ۲۵–۲۰۲۴ اولین جام خود را در فوتبال کسب کردند.

## افتخارات
باشگاهی
تاتنهام
نایب قهرمان
جام اتحادیه فوتبال انگلستان ۲۰۲۱
لیگ قهرمانان اروپا ۱۹–۲۰۱۸
بایرن‌مونیخ
قهرمان
بوندسلیگا ۲۵–۲۰۲۴
تیم ملی فوتبال انگلیس
مدال برنز
مقام سوم لیگ ملت‌های اروپا ۱۹–۲۰۱۸